# Ceratogymna
Ceratogymna là một chi chim trong họ Bucerotidae.

## Các loài
Các loài:
- Ceratogymna atrata (Temminck, 1835)

## Hình ảnh

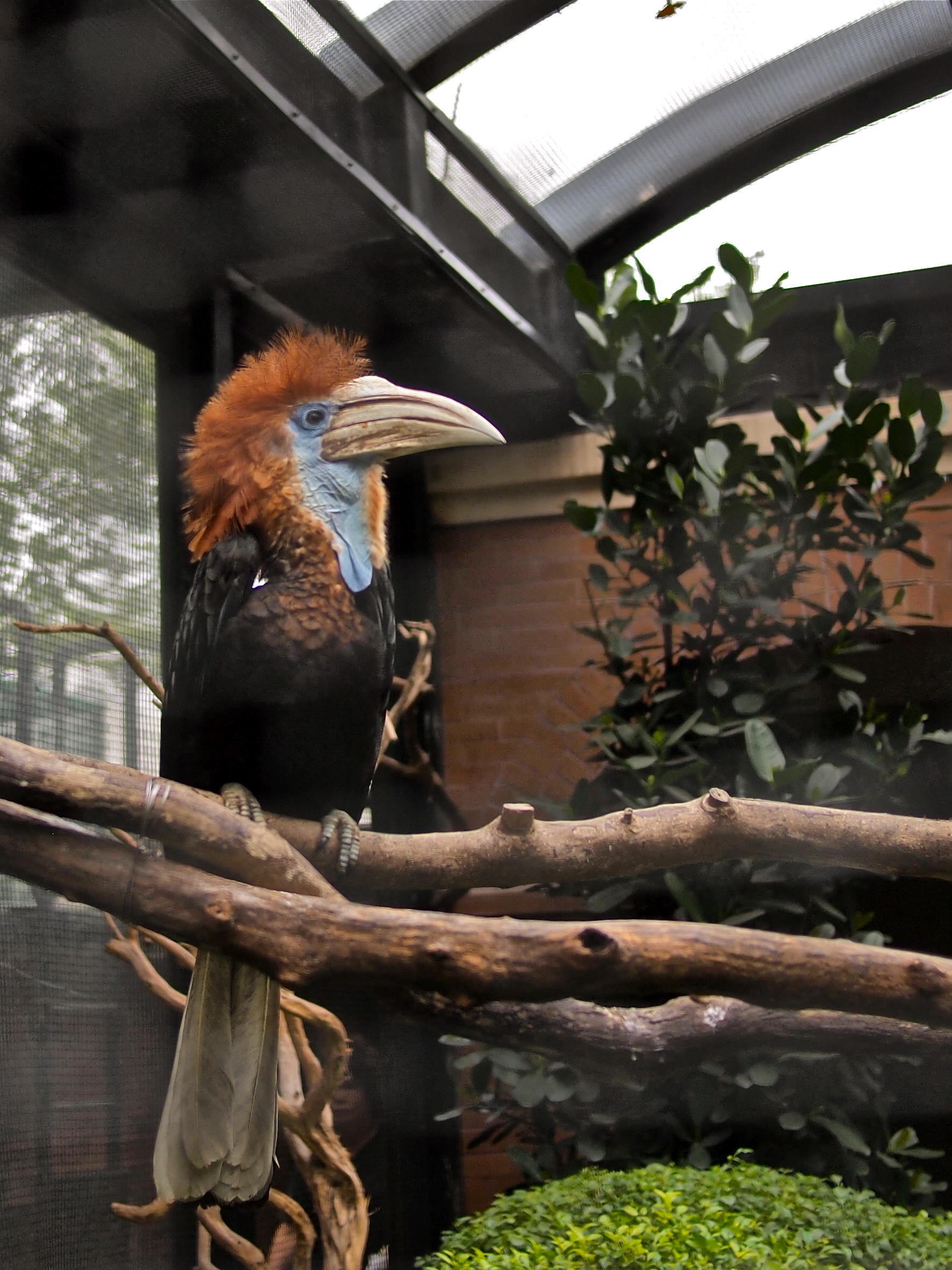
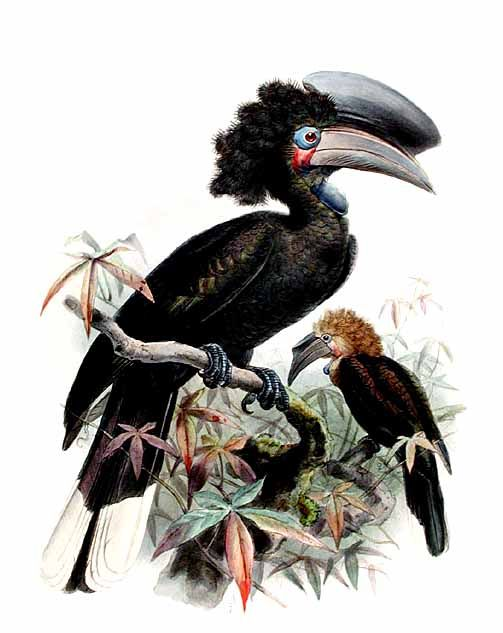
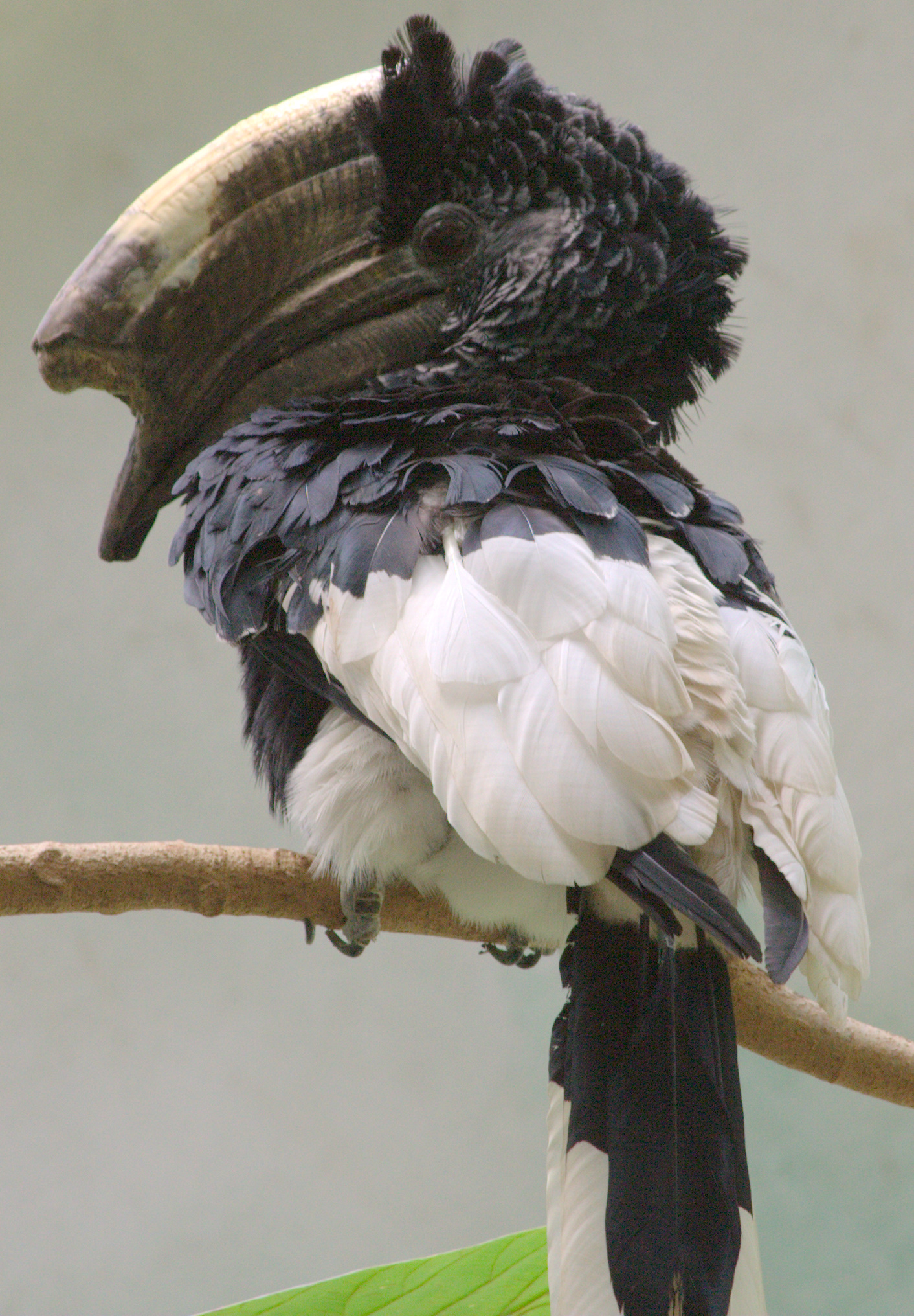
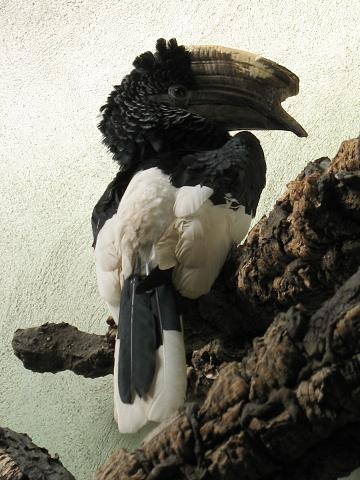